# Войцеховский, Юрий Александрович
Ю́рий Алекса́ндрович Войцехо́вский (укр. Юрій Олександрович Войцехівський; март 1883, Спичинцы Бердичевского уезда, Киевской губернии, Российская империя (ныне — Погребищенский район, Винницкой области Украина) — 25 октября 1937, Киев, Украинская ССР, СССР) — украинский советский государственный деятель, председатель Киевского окружного исполкома и Киевского городского совета (1928—1932), секретарь ВУЦИК (1932—1936), кандидат в члены ЦК КП(б)У в ноябре 1927 — июне 1930 года, член ЦК КП(б)У в июне 1930 — мае 1937 года, член Ревизионной Комиссии КП(б)У в июне — июле 1937 годов.

## Биография
Выпускник Киевского коммерческого института.
С 1904 по 1911 год — член Украинской социал-демократической рабочей партии, в 1918—1920 годах — член Украинской партии социалистов-революционеров (боротьбистов). С 1920 года — член РКП(б).
С 1919 по январь 1920 года — член коллегии Народного комиссариата просвещения Украинской ССР, позже — заведующий Подольским губернским финансовым отделом, заведующий Подольским губернским продовольственным отделом, член коллегии «Главсахара» (Киев) и директор Украинского Государственного Банка.
В 1925 году избран членом Главного Правления «Сахаротреста».
В 1925—1928 годах — заведующий Государственным издательством Украинской ССР.
С 29 ноября 1927 по 5 июня 1930 года был кандидатом в члены ЦК КП(б) Украины.
13 января 1928 года был кооптирован в состав и избран председателем Киевского окружного исполкома. Эту должность Войцеховский занимал до сентября 1930 года, когда были расформированы окружные органы власти.
В феврале 1928 года Войцеховский также был председателем Киевского городского совета. На этой должности он работал до января 1932 года. При нём начались массовые социалистические соревнования, введена в эксплуатацию Киевская районная электростанция.
20 января 1932 года Войцеховский был назначен на должность заместителя Народного комиссара земледелия УССР.
С 9 февраля 1932 по май 1936 года занимал должность секретаря Президиума Всеукраинского ЦИК, с августа 1936 года — заместитель председателя Верховного суда УССР.
Участник нескольких всеукраинских и всесоюзных съездов Советов. Член Ревизионной комиссии КП(б) Украины (1937).
23 июля 1937 года арестован в Киеве. 24 октября того же года Военной коллегией Верховного Суда СССР как «участник и один из руководителей антисоветской националистической террористической организации на Украине» по статьям 54-1а, 54-8, 54-11 УК УССР был осуждён к высшей мере наказания, с конфискацией имущества. 25 октября 1937 года расстрелян в Киеве.
В 1956 году Военной коллегией Верховного Суда СССР Юрий Войцеховский был посмертно реабилитирован.